# 万马网络
万马网络，全称南京万马网络发展有限公司，是一家總部位於中華人民共和國南京市高新技术产业开发区的網絡遊戲營運商，曾獲得韓國遊戲《RF Online》在中國大陸的營運權。

## 历史
萬馬網絡是江苏天创投資成立的公司，於2004年2月進駐南京高新技术产业开发区，公司首席执行官為张晓燕，同年7月在上海開設分公司。萬馬網絡的第一款遊戲為網絡遊戲《赤龙剑心》，該遊戲是基於購入的韓國遊戲進行改造。遊戲在8月開始內部測試。9月，萬馬網絡參加了首届中国（成都）国际网络文化节，並在活動中展出作品，並和當地企業達成合作營運《赤龙剑心》意向。11月，萬馬網絡獲得了韓國遊戲開發商CCR的《RF Online》在中國大陸的營運權。到2005年初，萬馬網絡已經建立了一個娛樂門戶網站「万马综合娱乐门户」，網站主打作品為《赤龙剑心》和《RF Online》，還有十餘款休閒遊戲。2005年2月，萬馬網絡與韓國最大電信公司KT集團達成合作，將在中國大陸代理KT集團旗下的遊戲《麻辣坦克》。3月，CCR以萬馬網絡拖延付款為由中止了兩者的《RF Online》營運合作。
2005年，萬馬網絡幕後的投資人马志平，由於投資失敗導致資金鏈斷裂，間接拖欠熊猫电子12億人民幣。3月15日，马志平除去在熊猫移动的職務，並接受審計調查。萬馬網絡也在事件後倒閉，万马网络上海分公司亦於3月23日被查封。